# Sztuka wojenna Sun Zi

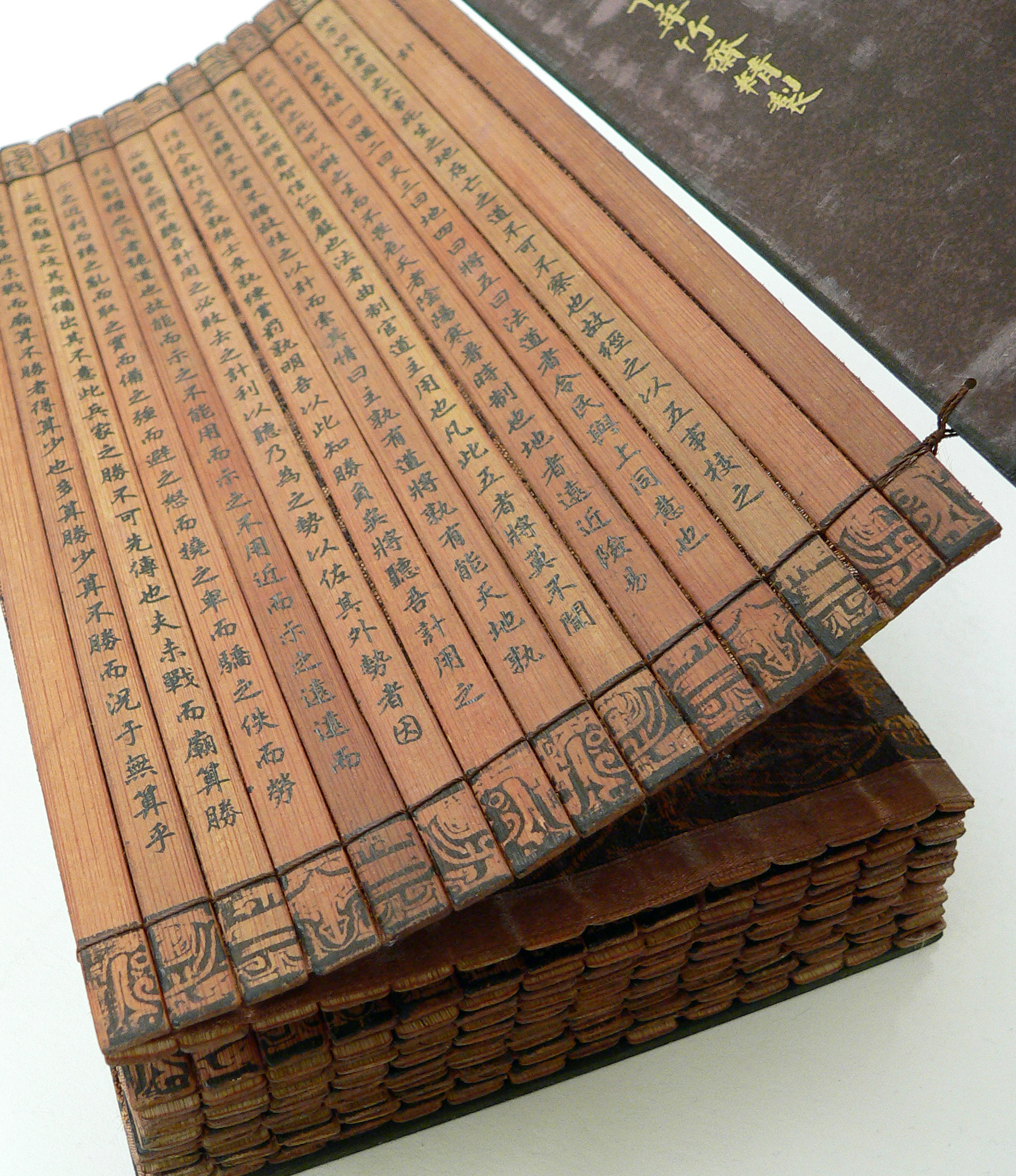
Chińskie wydanie z XVIII wieku

Sztuka wojenna Sun Zi (chiń. 孫子兵法; pinyin Sūnzi Bīngfǎ) – chińskie wojenne opracowanie napisane w VI wieku p.n.e. przez Sun Zi. Składa się z 13 rozdziałów, każdy z nich jest poświęcony jednemu elementowi sztuki wojennej.
Sun Zi uznawany jest za pierwszą osobę rozróżniającą strategię i taktykę prowadzenia wojny.
Sztuka wojenna (w większości polskich tłumaczeń Sztuka wojny) jest jednym z najstarszych i najbardziej znanych opracowań strategii i ma duży wpływ na planowanie wojenne i nie tylko. Po raz pierwszy przetłumaczona na język zachodni z chińskiego w 1782 przez francuskiego jezuitę Jeana Josepha Marie Amiota.
Od lat 80. XX wieku opracowanie zaczęło zyskiwać popularność wśród menedżerów.

## Rozdziały
- I. Wyliczenia wstępne (始計, Shǐjì)
- II. Prowadzenie wojny (作戰, Zuòzhàn)
- III. Strategia zaczepna (謀攻, Móugōng)
- IV. Uformowanie (軍行, Jūnxíng)
- V. Siła (兵勢, Bīngshì)
- VI. Pustka i pełnia (虛實, Xūshí)
- VII. Zmagania zbrojne (軍爭, Jūnzhēng)
- VIII. Dziewięć zmiennych (九變, Jiǔbiàn)
- IX. Wojsko w marszu (行軍, Xíngjūn)
- X. Ukształtowanie terenu (地形, Dìxíng)
- XI. Dziewięć terenów (九地, Jiǔdì)
- XII. Atak ogniowy (火攻, Huǒgōng)
- XIII. Szpiegostwo (用間, Yòngjiàn)

## 5 zasad prowadzenia zwycięskiej wojny
- jedność moralna ludu z władcą
- zdolność wodza
- umiejętne wykorzystanie czasu
- umiejętne wykorzystanie przestrzeni
- dobrze wyszkolone i moralnie zwarte wojsko

## Tłumaczenia polskie
- Sun Tzu, Sztuka wojny, wydawnictwo Przedświt, Warszawa 1994 (przekład z tłumaczenia angielskiego, nie podano nazwiska tłumacza)
- Krzysztof Gawlikowski, O sztuce wojny mistrza Sun i Reguły wojowania mistrza Sun, w: Azja – Pacyfik, t. 1/1998 (przekład fragmentów bezpośrednio z chińskiego oryginału)
- Sun Zi, Sztuka wojenna, spolszczył Robert Stiller, Vis-à-vis Etiuda, Kraków 2003 (kompilacja dokonana z różnych tłumaczeń angielskich i rosyjskich)
- Sun Tzu i Sun Pin, Sztuka wojny, tłum. Dariusz Bakałarz, wydawnictwo Helion, Gliwice 2004 (przekład z tłumaczenia angielskiego)
- Sun Tzu, Sztuka wojny, tłum. Jarosław Zawadzki, Hachette, w serii Biblioteka Filozofów, tom 13, Warszawa 2009, (przekład z oryginału)
- Sun Zi, Sztuka wojenna, tłum. Monika Wyrwas-Wiśniewska, wydawnictwo Olesiejuk, Ożarów Mazowiecki 2012 (przekład z tłumaczenia angielskiego Jamesa Trappa)
- Sun Zi i jego Sztuka wojny. Filozofia i praktyka oddziaływania na bieg zdarzeń, tłum. Piotr Plebaniak, Polskie Towarzystwo Geopolityczne, Kraków 2020 (przekład bezp. z klasycznego języka chińskiego stylizowany na polszczyznę Trylogii H. Sienkiewicza).